# Roman Koncedalov
Roman Igorevič Koncedalov (in russo Роман Игоревич Концедалов?, traslitterazione anglosassone: Roman Igorevich Kontsedalov; Valujki, 11 maggio 1986) è un ex calciatore russo, di ruolo centrocampista.

## Biografia
Anche suo fratello Aleksej Koncedalov è un calciatore professionista.